# Sunday Service Choir
Sunday Service Choir é um grupo gospel americano liderado pelo rapper e produtor Kanye West. A partir de janeiro de 2019, o grupo se apresentou todo domingo, bem como sexta-feira, 27 de setembro, quando o álbum de West, Jesus Is King, foi anunciado para lançamento. Seu álbum de estreia, Jesus Is Born, foi lançado três meses depois no dia de Natal de 2019.

## Membros
Lista de membros adaptados da GQ Italia.
- Kanye West
- As amostras - coral
- Jason White - diretor de coral
- Ray Romolus - supervisor de música
- Ant Clemons - vocalista
- Tony Williams - vocalista
- Philip Cornish - Diretor musical
- Nikki Grier - compositor, arranjo

## Discografia

### Álbuns de estúdio
| Título        | Detalhes do álbum                                                                                      |
| ------------- | --- |
| Jesus Is Born | - Lançamento: 25 de dezembro de 2019 - Gravadoras: INC - Formatos: CD, LP, streaming, download digital |

### Singles
| "Every Hour" (Kanye West com Sunday Service Choir)                             | 2019 | 45 | 8  | 33 | 57 | 131 | — | 21 | Jesus Is King |
| "Count Your Blessings"                                                         | 2019 | —  | 17 | —  | —  | —   | — | —  | Jesus Is Born |
| "Father Stretch"                                                               | 2019 | —  | 20 | —  | —  | —   | — | —  | Jesus Is Born |
| "Ultralight Beam"                                                              | 2019 | —  | 25 | —  | —  | —   | — | —  | Jesus Is Born |
| "—" denota títulos que não entraram nas paradas ou não foram lançados no país. |      |    |    |    |    |     |   |    |               |

### Outras aparições
| Título               | Ano  | Outro artista(s)                        | Notas             | Álbum         |
| -------------------- | ---- | --------------------------------------- | ----------------- | ------------- |
| "Every Hour"         | 2019 | Kanye West                              | Participação      | Jesus Is King |
| "Selah"              | 2019 | Kanye West, Ant Clemons, Bongo ByTheWay | Vocais adicionais | Jesus Is King |
| "Everything We Need" | 2019 | Kanye West, Ant Clemons, Ty Dolla Sign  | Vocais adicionais | Jesus Is King |
| "Water"              | 2019 | Kanye West, Ant Clemons                 | Vocais adicionais | Jesus Is King |